# Steve Carell
Steven John "Steve" Carell (engelskt uttal: [kəˈrɛl]), född 16 augusti 1962 i Concord, Massachusetts, är en amerikansk komiker, skådespelare, manusförfattare, regissör och producent.

## Biografi
Carell föddes i Concord, Massachusetts, men växte upp i närbelägna Acton.
Carell blev känd som korrespondent på The Daily Show with Jon Stewart från 1999 till 2004. Från 2005 till 2011 spelade han karaktären Michael Scott i den populära amerikanska versionen av The Office. Han har medverkat i flera filmer, bland andra Bruce den allsmäktige, Anchorman, The 40 Year-Old Virgin, Little Miss Sunshine och Evan den allsmäktige, och han har vunnit en Golden Globe Award och blivit nominerad till en Emmy Award och även en Oscars.

## Filmografi (urval)

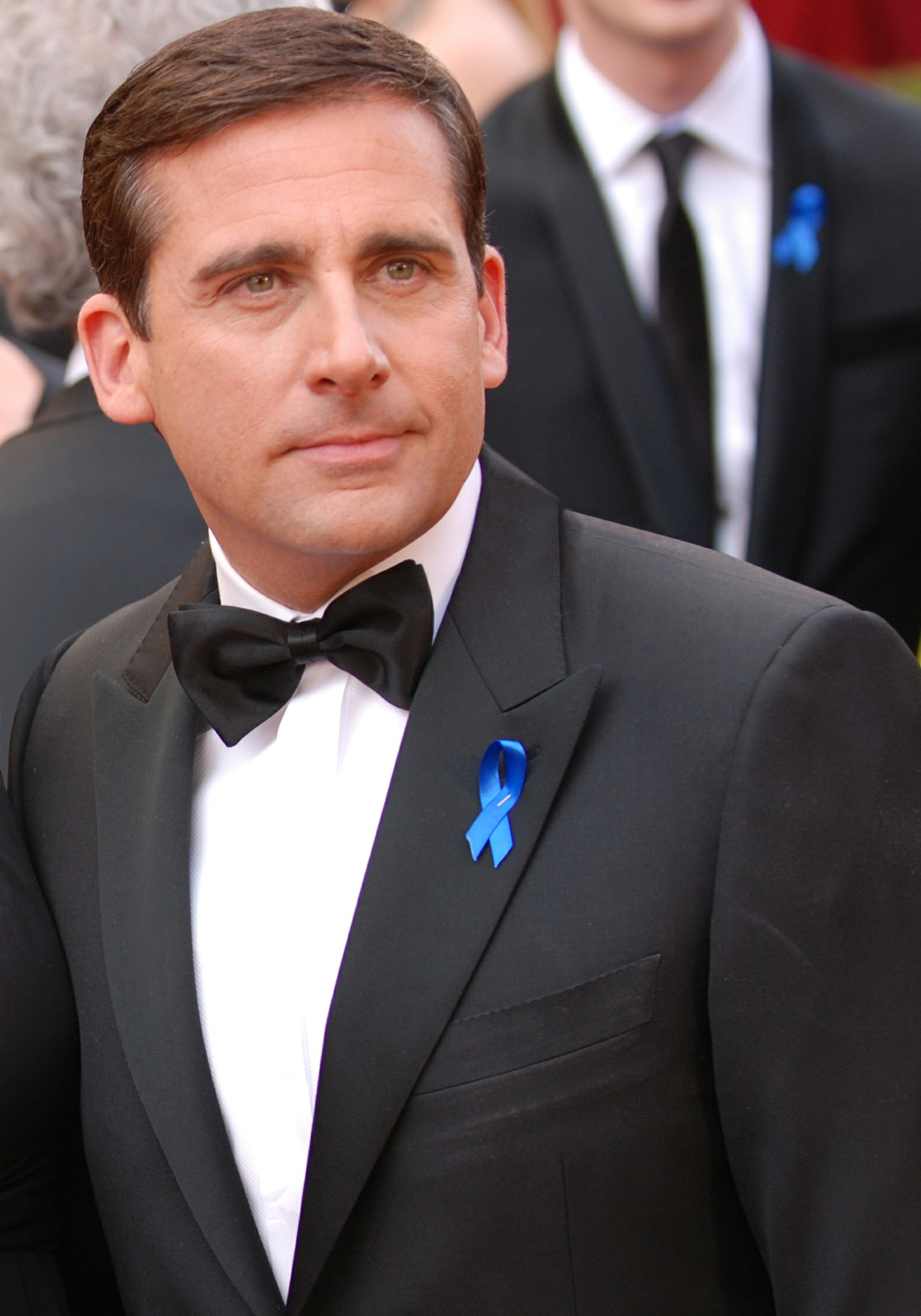
Steve Carell 2010.

| År   | Film                                                        | Roll                                | Noter |
| ---- | ----------------------------------------------------------- | ----------------------------------- | --- |
| 1991 | Curly Sue                                                   | Tesio                               | |
| 2003 | Bruce den allsmäktige                                       | Evan Baxter                         | |
| 2004 | Anchorman                                                   | Brick Tamland                       | Nominerad — MTV Movie Award for Best On-Screen Duo Nominerad — MTV Movie Award for Best On-Screen Team Nominerad — MTV Movie Award for Best Musical Performance> |
| 2004 | Sleepover                                                   | Officer John Sherman                | |
| 2004 | Wake Up, Ron Burgundy: The Lost Movie                       | Brick Tamland                       | |
| 2005 | Melinda och Melinda                                         | Walt Wagner                         | |
| 2005 | En förtrollad romans                                        | Farbror Arthur                      | |
| 2005 | The 40-Year-Old Virgin                                      | Andy Stitzer                        | Även manusförfattare/Exekutiv producent MTV Movie Award for Best Comedic Performance Nominerad — MTV Movie Award for Best Performance Nominerad — MTV Movie Award for Best On-Screen Team Nominerad — Writers Guild of America Award for Best Original Screenplay |
| 2006 | På andra sidan häcken                                       | Hammy                               | Röstroll |
| 2006 | Little Miss Sunshine                                        | Frank Ginsburg                      | Broadcast Film Critics Association Award for Best Cast Chlotrudis Award for Best Cast Phoenix Film Critics Society Award for Best Cast Screen Actors Guild Award for Outstanding Performance by a Cast in a Motion Picture Washington D.C. Area Film Critics Association Award for Best Ensemble Nominerad — Gotham Award for Best Ensemble Cast Nominerad — New York Film Critics Circle Award for Best Supporting Actor Nominerad — Vancouver Film Critics Circle Award for Best Supporting Actor |
| 2007 | Evan den allsmäktige                                        | Evan Baxter                         | Teen Choice Award for Choice Movie: Scream Nominerad — Teen Choice Award for Choice Movie Actor: Comedy Nominerad — Teen Choice Award for Choice Movie: Hissy Fit |
| 2007 | Stories USA                                                 | Mark Ronson                         | |
| 2007 | På smällen                                                  | Sig själv                           | |
| 2007 | Min brors flickvän                                          | Dan Burns                           | |
| 2008 | Horton                                                      | Ned McDodd: borgmästare av WhoVille | Röstroll |
| 2008 | Get Smart                                                   | Maxwell Smart                       | Även exekutiv producent Nominerad — MTV Movie Award for Best Comedic Performance |
| 2010 | En galen natt                                               | Phil Foster                         | Nominerad — Teen Choice Award for Choice Movie Actor: Comedy Nominerad — Teen Choice Award for Choice Movie: Dance |
| 2010 | Dumma mej                                                   | Gru                                 | Röstroll Nominerad — Annie Award for Voice Acting in a Feature Production |
| 2010 | Dinner for Schmucks                                         | Barry Speck                         | Nominerad — Satellite Award for Best Actor – Motion Picture Musical or Comedy |
| 2011 | Crazy, Stupid, Love                                         | Cal Weaver                          | Även producent Nominerad — Teen Choice Award for Choice Movie: Hissy Fit Nominerad — Teen Choice Award for Choice Chemistry |
| 2012 | Seeking a Friend for the End of the World                   | Dodge Petersen                      | |
| 2012 | Hope Springs                                                | Dr. Bernie Feld                     | |
| 2013 | Burt Wonderstone                                            | Burt Wonderstone                    | Även producent |
| 2013 | Dumma mej 2                                                 | Gru                                 | Röstroll |
| 2013 | The Way Way Back                                            | Trent                               | |
| 2013 | Anchorman 2                                                 | Brick Tamland                       | |
| 2014 | Foxcatcher                                                  | John E. du Pont                     | |
| 2014 | Alexander and the Terrible, Horrible, No Good, Very Bad Day | Ben Cooper                          | |
| 2015 | Minioner                                                    | Gru som ung                         | Röstroll |
| 2015 | Freeheld                                                    | Steven Goldstein                    | |
| 2015 | The Big Short                                               | Mark Baum                           | |
| 2016 | Café Society                                                | Phil                                | |
| 2017 | Dumma mej 3                                                 | Gru/Dru                             | Röstroll |
| 2017 | Battle of the Sexes                                         | Bobby Riggs                         | |
| 2018 | Vice                                                        | Donald Rumsfeld                     | |
| 2018 | Beautiful Boy                                               | David Sheff                         | |
| 2020 | Irresistible                                                | Garry Zimmer                        | |
| 2022 | Minioner: Berättelsen om Gru                                | Gru som ung                         | Röstroll |
| 2023 | Asteroid City                                               | Hotelldirektör                      | |
| 2024 | Dumma mej 4                                                 | Gru                                 | Röstroll |

### Roller inom TV-serier
| År        | Film                 | Roll                  | Noter |
| --------- | -------------------- | --------------------- | --- |
| 1996      | The Dana Carvey Show | Olika karaktärer      | Sketch comedy |
| 1997      | Over the Top         | Yorgo Galfanikos      | 12 episoder; endast 3 visades på TV. |
| 1998      | Just Shoot Me!       | Border Control Agent  | |
| 1999–2004 | The Daily Show       | Correspondent         | |
| 2002–2003 | Se upp för Ellie     | Edgar                 | |
| 2004      | Fillmore!            | Mr. Delancey          | Röstroll: episod "Field Trip of the Just" |
| 2005–2013 | The Office           | Michael Scott         | Manusförfattare — "Casino Night" och "Survivor Man", Regissör — "Broke", "Secretary's Day och "Garage Sale" Golden Globe Award for Best Actor – Television Series Musical or Comedy (2006) People Choice Award for Favorite TV Comedy Actor (2009) Screen Actors Guild Award for Outstanding Performance by an Ensemble in a Comedy Series (2007—2008) Teen Choice Award for Choice TV Actor: Comedy (2007—2008) TV Land Future Classic Award Television Critics Association Award for Individual Achievement in Comedy (2006) Writers Guild of America Award for Comedy Series (2007) Writers Guild of America Award for Episodic Comedy (För episod "Casino Night") Nominerad — Golden Globe Award for Best Actor – Television Series Musical or Comedy (2007—2011) Nominerad — Primetime Emmy Award for Outstanding Lead Actor – Comedy Series (2006—2011) Nominerad — Prism Award for Best Performance in a Comedy Series (2007) Nominerad — Satellite Award for Best Actor – Television Series Musical or Comedy (2006—2007) Nominerad — Screen Actors Guild Award for Outstanding Performance by a Male Actor in a Comedy Series (2007—2012) Nominerad — Screen Actors Guild Award for Outstanding Performance by an Ensemble in a Comedy Series (2009—2012) Nominerad — Teen Choice Award for Choice TV Actor: Comedy (2006, 2009—2011) Nominerad — Television Critics Association Award for Individual Achievement in Comedy (2009) Nominerad — Writers Guild of America Award for Comedy Series (2008—2009) |
| 2010      | Todos Contra Juan    | Argentinsk sitcom     | |
| 2011      | Life's Too Short     | Sig själv             | Episod 4 |
| 2012      | Simpsons             | Dan Gillick           | Röstroll |
| 2019      | The Morning Show     | Mitch Kessler         | |
| 2020      | Space Force          | General Mark R. Naird | |
| 2025      | Fyra årstider        | Nick                  | |